# Hymenophyllum pelichucoensis
Hymenophyllum pelichucoensis là một loài dương xỉ trong họ Hymenophyllaceae. Loài này được M. Kessler & A.R. Sm. mô tả khoa học đầu tiên.
Danh pháp khoa học của loài này chưa được làm sáng tỏ. 